# Riemst

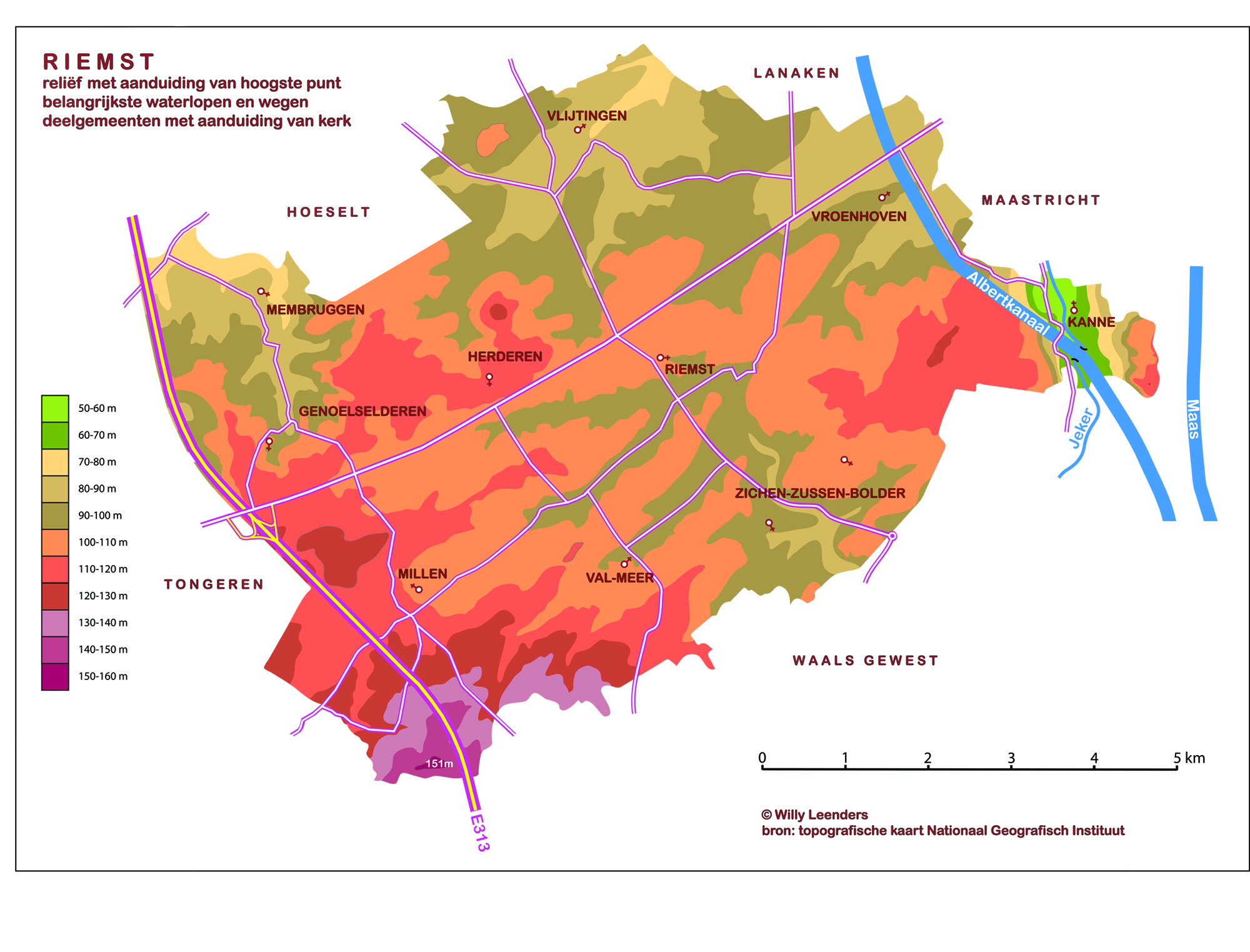
Reliëfkaart van Riemst

Riemst is een plaats en gemeente in het zuidoosten van de provincie Limburg in België. De gemeente telt ruim 16.000 inwoners en is de hoofdplaats van het gelijknamige kieskanton. Ze behoorde tot 2018 tot het gerechtelijk kanton Tongeren-Voeren en daarna tot het gerechtelijk kanton Bilzen.

## Etymologie
In een oorkonde van 986 wordt de plaatsnaam “Rumanzeis” voor het eerst vermeld. Later werd dit “Reimost”, Reijmost, “Rimest” en uiteindelijk vanaf 1524 Riemst.

## Geschiedenis
De oudste overblijfselen van menselijke bewoning stammen uit de cultuur van de bandkeramiek, uit welke tijd overblijfselen van een nederzetting werden gevonden. Uit de Romeinse tijd zijn belangrijke overblijfselen ontdekt, zoals een Romeins graf uit begin 2e eeuw onder een voormalige tumulus. In 1935 werden daar 55 voorwerpen gevonden. Ook werden de fundamenten van een Romeinse villa ontdekt en een muntschat die daar begraven werd tussen 260 en 270. Riemst lag dan ook aan de heerbanen van Bavay via Tongeren naar Maastricht en die van Tongeren naar Nijmegen.
Ook na de Romeinse tijd bleef de streek bewoond, getuige Merovingische vondsten welke gedaan werden bij de sloop van de oude kerk, in 1907.
De parochie, gewijd aan Sint-Martinus, werd waarschijnlijk in de Karolingische tijd gesticht, en daaronder ressorteerden ook Herderen en Heukelom. In 1834 werden Riemst en Herderen allebei zelfstandige parochies. Het patronaatsrecht kwam uiteindelijk bij de Abdij van Munsterbilzen terecht, en het tiendrecht achtereenvolgens bij de Abdij Kloosterrade (Rolduc), de Abdij van Munsterbilzen en de Abdij van Sinnich.
Riemst was Loons, later Luiks bezit, maar in 1766 werden de heerlijke rechten verpacht aan graaf J. De Méan, en later aan baron De Sluse.
Van 1529 tot 1600 waren er diverse pestepidemieën, en ook waren er problemen met troepen, zoals die van Parma (1579-1585) en Frederik Hendrik bij de verovering van Maastricht (1632). In 1673 en 1676 waren het weer de troepen van Lodewijk XIV, terwijl in 1747 de Slag bij Lafelt in de omgeving werd uitgevochten.
In 1898 werd in navolging van andere dorpen in de buurt de Harmonie Sint-Martinus Riemst gesticht. In 1902 werd na onenigheid en jarenlange strijd tussen Riemst en Heukelom in Heukelom de Harmonie Sint-Hubertus gesticht, deze werd in 2003 ontbonden ondanks jarenlange successen. In 1932 werd na onenigheid de Fanfare Moed en Spoed gesticht, om zich niet veel later in 1947 terug bij de harmonie te voegen. Op het hoogtepunt, na de Tweede Wereldoorlog, telde de huidige gemeente Riemst maar liefst 17 muziekverenigingen om slechts 12.000 inwoners.

## Geografie
Het hoogste punt van Limburg (151 meter), uitgezonderd Voeren, is gelegen in het zuidwesten nabij het gehucht Elst. De gemeente behoort voornamelijk tot de streek Droog-Haspengouw en wordt begrensd door de Vlaamse gemeenten Tongeren, Bilzen, Lanaken, de Waalse gemeenten Bitsingen (Frans: Bassenge) en Wezet (Frans: Visé) en het Nederlandse Maastricht.

### Deelgemeenten
|    | Naam                 | Opp. (km²) | Inwoners (2020) | Inwoners per km² | NIS-code |
| -- | -------------------- | ---------- | --------------- | ---------------- | -------- |
| 1  | Riemst               | 3,89       | 1.715           | 441              | 73066A   |
| 2  | Herderen             | 5,17       | 1.638           | 317              | 73066B   |
| 3  | Vlijtingen           | 8,80       | 2.627           | 298              | 73066C   |
| 4  | Vroenhoven           | 7,52       | 1.565           | 208              | 73066D   |
| 5  | Kanne                | 3,63       | 1.166           | 321              | 73066E   |
| 6  | Zichen-Zussen-Bolder | 7,06       | 3.269           | 463              | 73066F   |
| 7  | Val-Meer             | 5,10       | 1.767           | 346              | 73066G   |
| 8  | Millen               | 10,58      | 1.618           | 153              | 73066H   |
| 9  | Genoelselderen       | 2,87       | 549             | 191              | 73066J   |
| 10 | Membruggen           | 3,25       | 840             | 259              | 73066K   |

### Andere kernen
Heukelom, Lafelt, Elst.

## Demografie

### Demografische ontwikkeling voor de fusie
- Bronnen:NIS 1831 t/m 1970=volkstellingen

### Demografische ontwikkeling van de fusiegemeente
Alle historische gegevens hebben betrekking op de huidige gemeente, inclusief deelgemeenten, zoals ontstaan na de fusie van 1 januari 1977.
- Bronnen:NIS, Opm:1831 tot en met 1981=volkstellingen; 1990 en later= inwonertal op 1 januari

| Inwoners van jaar tot jaar op 1 januari 1992 tot heden | Inwoners van jaar tot jaar op 1 januari 1992 tot heden | Inwoners van jaar tot jaar op 1 januari 1992 tot heden |
| jaar                                                   | Aantal                                                 | Evolutie: 1992=index 100                               |
| ------------------------------------------------------ | ------------------------------------------------------ | ------------------------------------------------------ |
| 1992                                                   | 15.303                                                 | 100,0                                                  |
| 1993                                                   | 15.304                                                 | 100,0                                                  |
| 1994                                                   | 15.293                                                 | 99,9                                                   |
| 1995                                                   | 15.357                                                 | 100,4                                                  |
| 1996                                                   | 15.281                                                 | 99,9                                                   |
| 1997                                                   | 15.397                                                 | 100,6                                                  |
| 1998                                                   | 15.550                                                 | 101,6                                                  |
| 1999                                                   | 15.648                                                 | 102,3                                                  |
| 2000                                                   | 15.617                                                 | 102,1                                                  |
| 2001                                                   | 15.687                                                 | 102,5                                                  |
| 2002                                                   | 15.755                                                 | 103,0                                                  |
| 2003                                                   | 15.775                                                 | 103,1                                                  |
| 2004                                                   | 15.810                                                 | 103,3                                                  |
| 2005                                                   | 15.816                                                 | 103,4                                                  |
| 2006                                                   | 15.963                                                 | 104,3                                                  |
| 2007                                                   | 16.076                                                 | 105,1                                                  |
| 2008                                                   | 16.141                                                 | 105,5                                                  |
| 2009                                                   | 16.172                                                 | 105,7                                                  |
| 2010                                                   | 16.144                                                 | 105,5                                                  |
| 2011                                                   | 16.210                                                 | 105,9                                                  |
| 2012                                                   | 16.265                                                 | 106,3                                                  |
| 2013                                                   | 16.443                                                 | 107,4                                                  |
| 2014                                                   | 16.478                                                 | 107,7                                                  |
| 2015                                                   | 16.539                                                 | 108,1                                                  |
| 2016                                                   | 16.572                                                 | 108,3                                                  |
| 2017                                                   | 16.592                                                 | 108,4                                                  |
| 2018                                                   | 16.665                                                 | 108,9                                                  |
| 2019                                                   | 16.755                                                 | 109,5                                                  |
| 2020                                                   | 16.759                                                 | 109,5                                                  |
| 2021                                                   | 16.709                                                 | 109,2                                                  |
| 2022                                                   | 16.779                                                 | 109,6                                                  |
| 2023                                                   | 16.850                                                 | 110,1                                                  |
| 2024                                                   | 16.896                                                 | 110,4                                                  |
| 2025                                                   | 16.938                                                 | 110,7                                                  |

## Politiek

### Structuur
De gemeente Riemst ligt in het kieskanton Riemst en het provinciedistrict Tongeren, het kiesarrondissement Hasselt-Tongeren-Maaseik (identiek aan de kieskring Limburg).
| Riemst           | Riemst           | Supranationaal         | Nationaal                         | Nationaal          | Gemeenschap       | Gewest            | Provincie         | Arrondissement           | Provinciedistrict | Kanton          | Gemeente        |
| ---------------- | ---------------- | ---------------------- | --------------------------------- | ------------------ | ----------------- | ----------------- | ----------------- | ------------------------ | ----------------- | --------------- | --------------- |
| Administratief   | Niveau           | Europese Unie          | België                            | België             | Vlaanderen        | Vlaanderen        | Limburg           | Tongeren                 | Tongeren          | Tongeren        | Riemst          |
| Administratief   | Bestuur          | Europese Commissie     | Belgische regering                | Belgische regering | Vlaamse regering  | Vlaamse regering  | Deputatie         | Deputatie                | Deputatie         | Deputatie       | Gemeentebestuur |
| Administratief   | Raad             | Europees Parlement     | Kamer van volksvertegenwoordigers | Vlaams Parlement   | Vlaams Parlement  | Vlaams Parlement  | Provincieraad     | Provincieraad            | Provincieraad     | Provincieraad   | Gemeenteraad    |
| Kiesomschrijving | Kiesomschrijving | Nederlands Kiescollege | Kieskring Limburg                 | Kieskring Limburg  | Kieskring Limburg | Kieskring Limburg | Kieskring Limburg | Hasselt-Tongeren-Maaseik | Tongeren          | Riemst          | Riemst          |
| Verkiezing       | Verkiezing       | Europese               | Federale                          | Federale           | Vlaamse           | Vlaamse           | Provincieraads-   | Provincieraads-          | Provincieraads-   | Provincieraads- | Gemeenteraads-  |

### Geschiedenis

#### Burgemeesters
| Tijdspanne | Tijdspanne   | Burgemeester               |
| ---------- | ------------ | -------------------------- |
|            | 1977-1984    | Louis Reynders (CVP)       |
|            | 1984-1988    | Mathieu Dewalque (PVV)     |
|            | 1988-1992    | Jos Stevens (VLD)          |
|            | 1992-1994    | Jan Meers (VLD)            |
|            | 1995 - 2006  | Jan Peumans (NIEUW / N-VA) |
|            | 2007 - heden | Mark Vos (CD&V)            |

#### Legislatuur 2024 - 2030
Burgemeester is Mark Vos van de CD&V. Zijn partij had een nipte meerderheid van 13 op 25 zetels behaald, maar besloot die te verruimen met het liberale Team Riemst, waarmee deze coalitie over 21 van de 25 zetels beschikte.

#### Resultaten gemeenteraadsverkiezingen sinds 1976
| Partij of kartel     | Partij of kartel                     | 10-10-1976 | 10-10-1976 | 10-10-1982 | 10-10-1982 | 9-10-1988 | 9-10-1988 | 9-10-1994 | 9-10-1994 | 8-10-2000 | 8-10-2000 | 8-10-2006 | 8-10-2006 | 14-10-2012 | 14-10-2012 | 14-10-2018 | 14-10-2018 | 13-10-2024 | 13-10-2024 |
| Stemmen / Zetels     | Stemmen / Zetels                     | %          | 25         | %          | 25         | %         | 25        | %         | 25        | %         | 25        | %         | 25        | %          | 25         | %          | 25         | %          | 25         |
| -------------------- | ------------------------------------ | ---------- | ---------- | ---------- | ---------- | --------- | --------- | --------- | --------- | --------- | --------- | --------- | --------- | ---------- | ---------- | ---------- | ---------- | ---------- | ---------- |
|                      | CVP1 / CD&V2                         | 54,231     | 16         | 44,381     | 10+2       | 37,021    | 10        | 37,31     | 11        | 37,021    | 10        | 38,252    | 12        | 46,922     | 14         | 51,62      | 14         | 48,52      | 13         |
|                      | PVV1 / VLD2/ Open Vld3/ Team Riemst4 | 22,461     | 6          | 29,021     | 8          | 35,341    | 10        | 30,822    | 9         | 30,762    | 8         | 22,032    | 6         | 14,763     | 3          | 20,83      | 5          | 29,64      | 8          |
|                      | SP1 / sp.a2 / sp.a-GroenA            | 11,461     | 2          | 14,461     | 2+1        | 7,641     | 1         | 8,511     | 1         | 9,351     | 2         | 7,52      | 1         | 7,01A      | 1          | -          |            | -          |            |
|                      | Levend Riemst1 / sp.a-GroenA         | -          |            | -          |            | -         |           | -         |           | -         |           | 4,851     | 0         | 7,01A      | 1          | -          |            | -          |            |
|                      | VU1 / NIEUW2 / N-VA3                 | 7,711      | 1          | 11,181     | 2          | 18,611    | 4         | 16,572    | 4         | 21,552    | 5         | 19,983    | 5         | 28,093     | 7          | 21,13      | 5          | 15,13      | 3          |
|                      | Vlaams Blok1 / Vlaams Belang2        | -          |            | -          |            | 1,391     | 0         | 4,81      | 0         | -         |           | 7,392     | 1         | 3,232      | 0          | 6,52       | 1          | 6,92       | 1          |
|                      | Anderen(*)                           | 4,14       | 0          | 0,97       | 0          | -         |           | 1,99      | 0         | 1,32      | 0         | -         |           | -          |            | -          |            | -          |            |
| Totaal stemmen       | Totaal stemmen                       | 9921       | 9921       | 10347      | 10347      | 10629     | 10629     | 10678     | 10678     | 10898     | 10898     | 10650     | 10650     | 10619      | 10619      | 10777      | 10777      | 7862       | 7862       |
| Opkomst %            | Opkomst %                            |            |            |            |            | 98,01     | 98,01     | 97,22     | 97,22     | 96,77     | 96,77     | 97,68     | 97,68     | 94,38      | 94,38      | 95,1       | 95,1       | 69,8       | 69,8       |
| Blanco en ongeldig % | Blanco en ongeldig %                 | 1,5        | 1,5        | 2,91       | 2,91       | 3,54      | 3,54      | 3,49      | 3,49      | 4,08      | 4,08      | 3,28      | 3,28      | 3,14       | 3,14       | 4,3        | 4,3        | 1,7        | 1,7        |

De zetels van de gevormde coalitie staan vetjes afgedrukt. De grootste partij is in kleur.
(*) 1976: CD / 1982: ZB / 1994: GEMB / 2000: VIVANT

## Bezienswaardigheden
- De Sint-Martinuskerk, een neogotisch bouwwerk uit 1908.
- Het Swaenhof, een 17e-eeuws woonhuis.
- Diverse monumentale vierkantshoeven.
- Mergelgroeve van Kanne, De Kuilen onder Zichen, Groeve De Keel en Groeve De Nieuwe Keel
- "Fietsen onder de Grond" (nog in ontwikkeling), door een ondergrondse mergelgroeve: ‘groeve Mathus’. Dat is een groeve die uitkomt op het jaagpad langs het Albertkanaal.

De aanwezigheid van zo'n honderd beschermde monumenten, talrijke mergelgroeves, vierkantshoeven, champignonkwekerijen en het enige wijnkasteel van Vlaanderen zijn kenmerkend voor deze gemeente. Echter het aantal aanwezige vierkantshoeves is de laatste jaren verminderd.

## Natuur en landschap
De plaats Riemst is gelegen op ongeveer 113 meter hoogte, te midden van het glooiend, open landschap van Droog-Haspengouw dat vrijwel geheel door landbouwgrond wordt ingenomen. Waterlopen van enige betekenis treft men er niet aan.
In de jaren 70 van de 20e eeuw werd een groot deel van de oppervlakte van de gemeente Riemst zeer ingrijpend herverkaveld, waarbij de typische holle wegen verdwenen en werden gebetonneerd. Ook de meeste kleine landschapselementen werden toen vernietigd. Zowat heel Riemst is ingekleurd als jachtgebied, inclusief de scholen, woningen, tuinen, begraafplaatsen, kerken en zelfs de sporthal.
Merkwaardig is de aanwezigheid van mergel in het zuidelijk deel van de gemeente. Hier en daar dagzoomt dit mergel en ook zijn er mergelgroeven in diverse plaatsen.

## Religie & levensbeschouwing
In de gemeente bevinden zich verschillende kerkdorpen. De kerken zijn, naast die van de plaats Riemst:
- Sint-Jan-de-Doperkerk te Herderen
- Sint-Martinuskerk te Genoelselderen
- Sint-Hubertuskerk te Kanne
- Sint-Hubertuskerk te Membruggen
- Sint-Stefanuskerk te Millen
- Sint-Stefanuskerk te Val-Meer
- Sint-Albanuskerk te Vlijtingen
- Sint-Petrus en Pauluskerk te Vroenhoven
- Sint-Genovevakerk te Zichen-Zussen-Bolder
- Sint-Pieterskerk te Zichen-Zussen-Bolder

Daarnaast bevinden zich diverse kapelletjes in de gemeente.

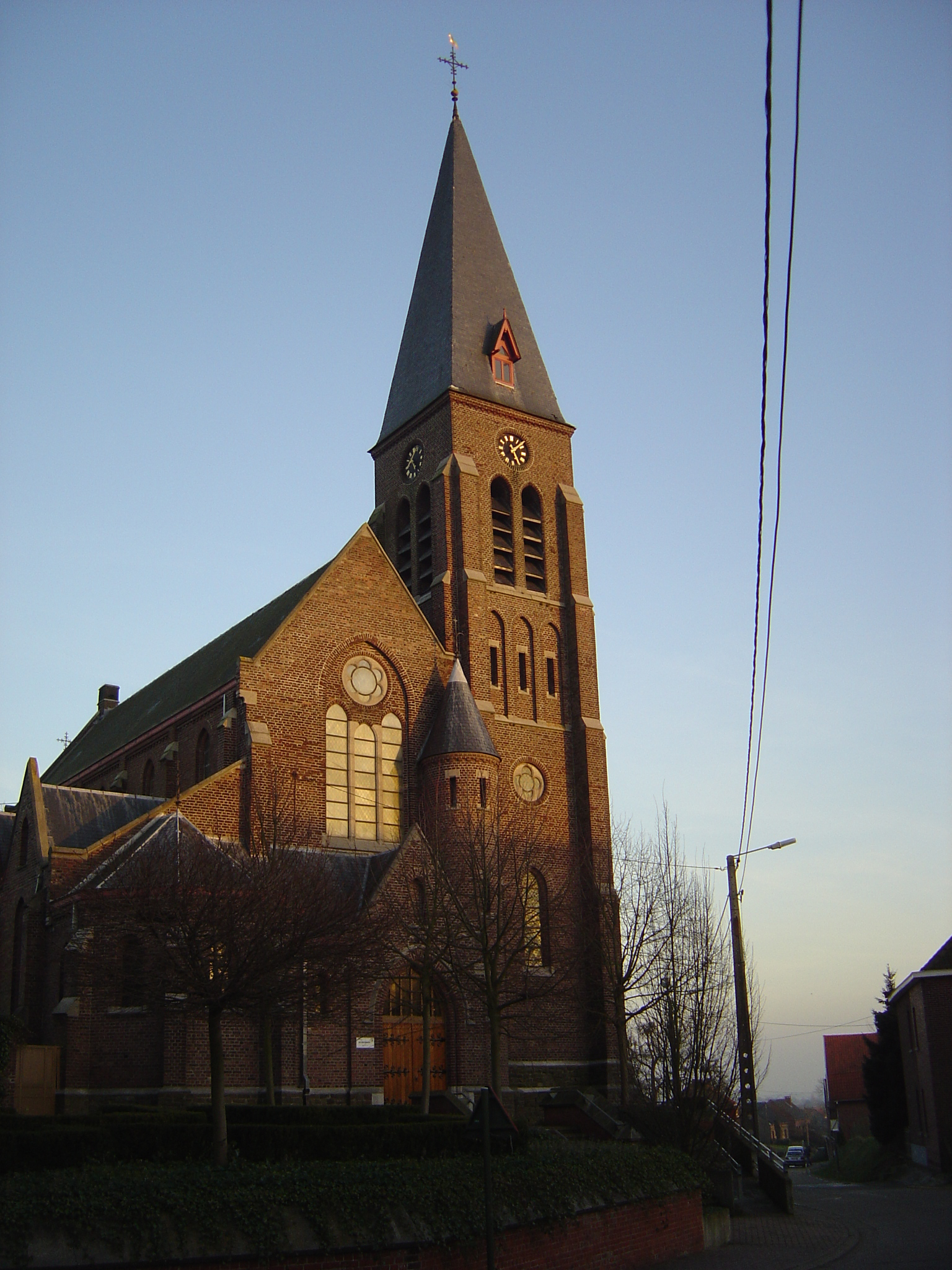
Sint-Martinuskerk (Riemst)
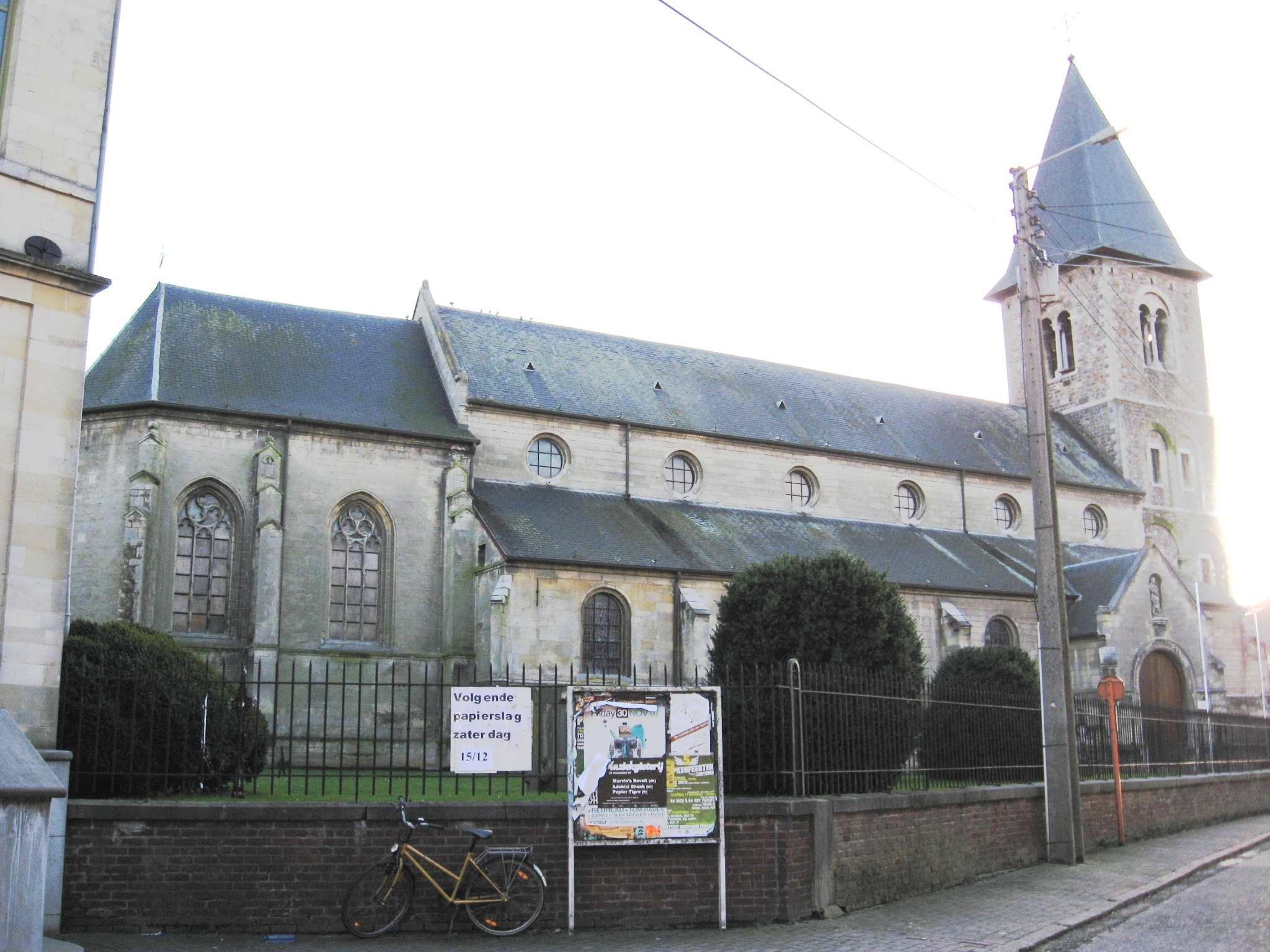
Sint-Pieterskerk (Zichen-Zussen-Bolder)
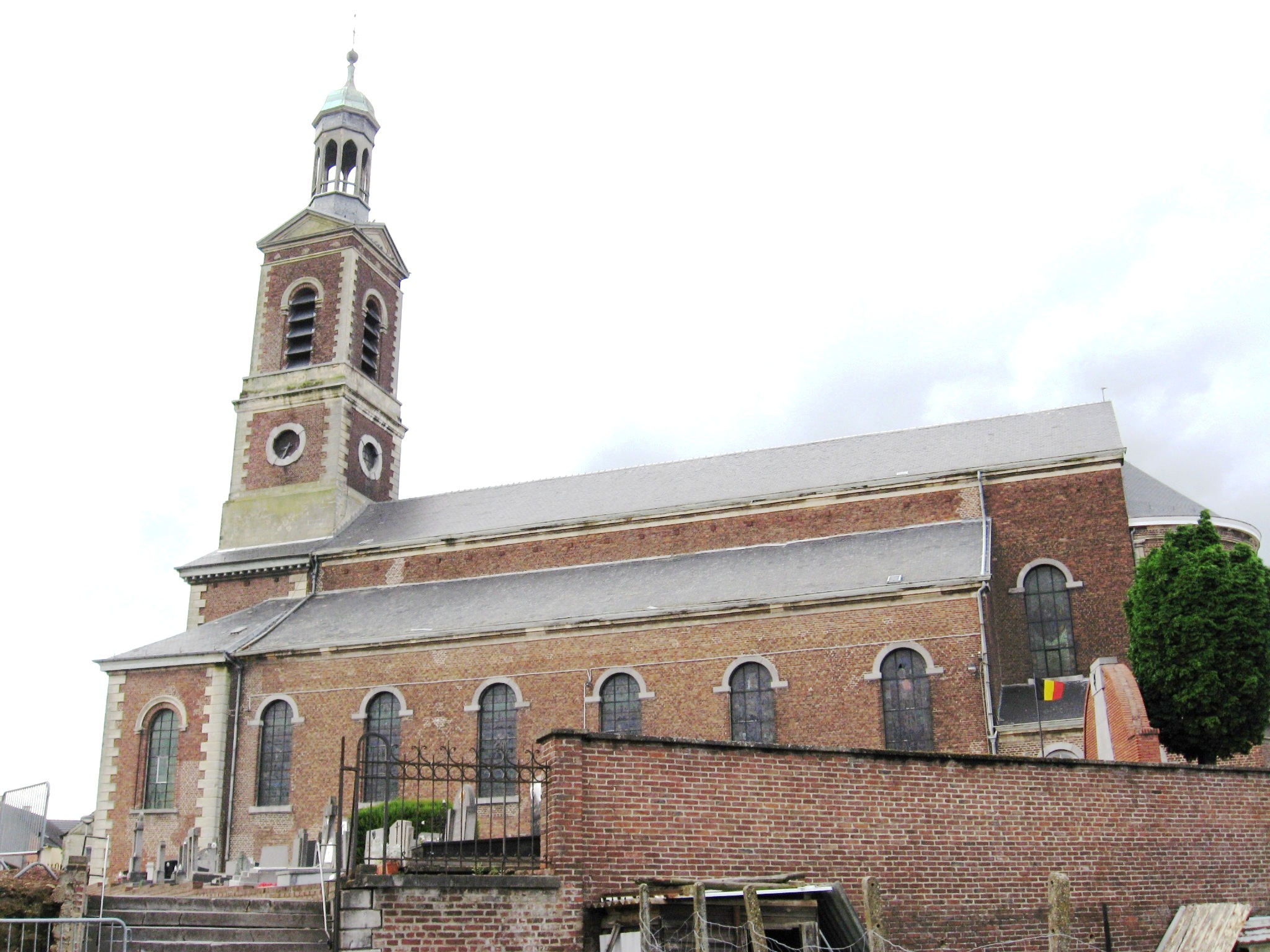
Sint-Albanuskerk (Vlijtingen)
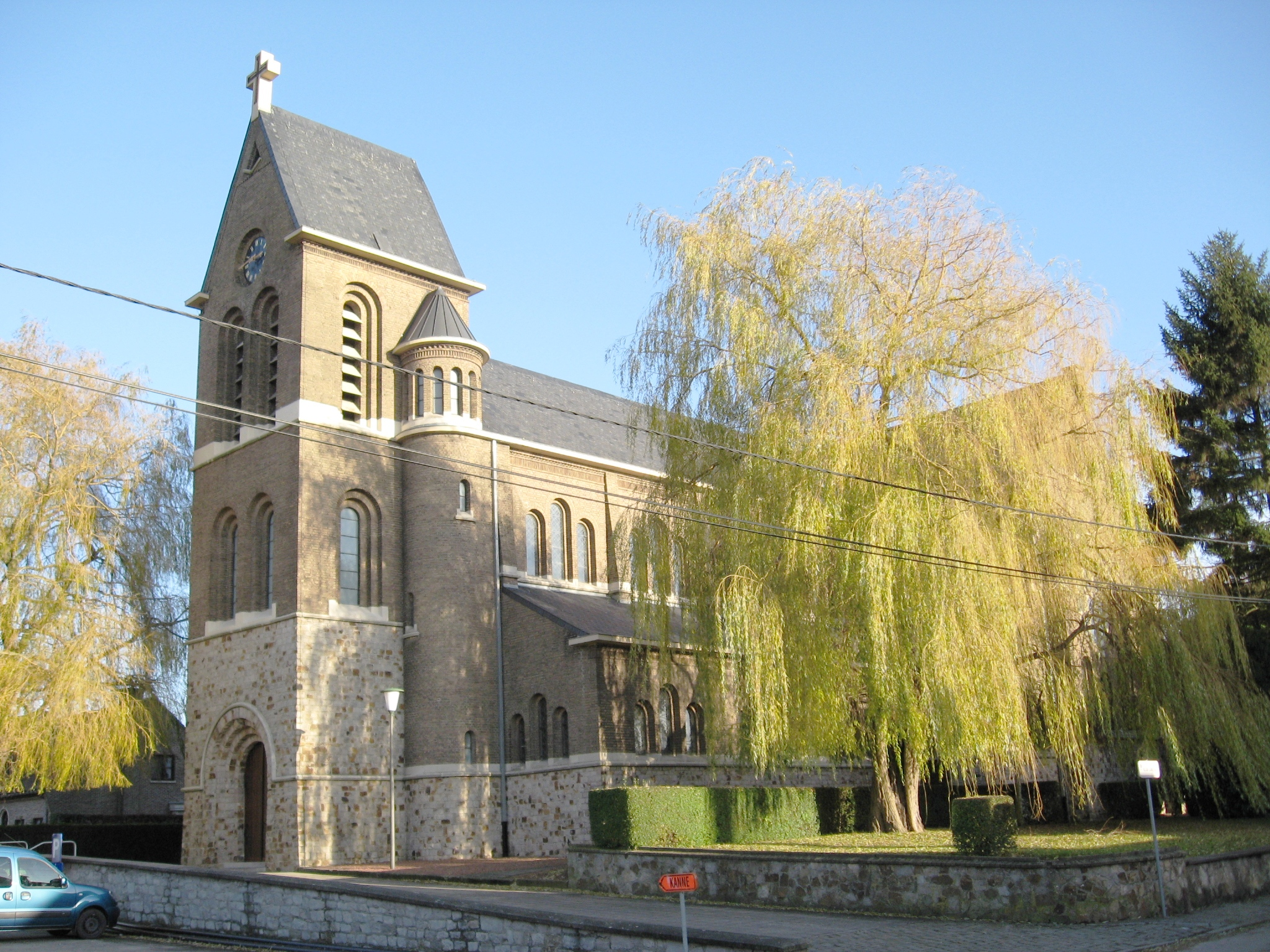
Sint-Petrus en Pauluskerk (Vroenhoven)

## Bekende Riemstenaren
- Johan Lodewijk van Elderen (1620-1694), prins-bisschop van Luik
- Louis-Joseph Kerkhofs (1878-1962), bisschop van Luik
- Yvo Molenaers (1934), wielrenner
- Roger Molenaers (1935), wielrenner
- Jan Peumans (1951), politicus
- Carla Durlet (1952), bestuurster
- Daniël Nassen (1966), voetballer
- Mark Vos (1969), politicus
- Freddy Loix (1970), rallyrijder
- Ingrid Vandebosch (1970), model, actrice